# Педро Перес Понсе де Леон
Педро Перес Понсе де Леон (исп. Pedro Pérez Ponce de León; умер около 1280) — леонский дворянин из семьи Понсе де Леон, сын дворянина Педро Понсе де Кабрера и Альдонсы Альфонсо де Леон, незаконнорожденной дочери короля Леона Альфонсо IX. Он был главным комендадором Кастилии в Ордене Сантьяго.

## Семейное происхождение

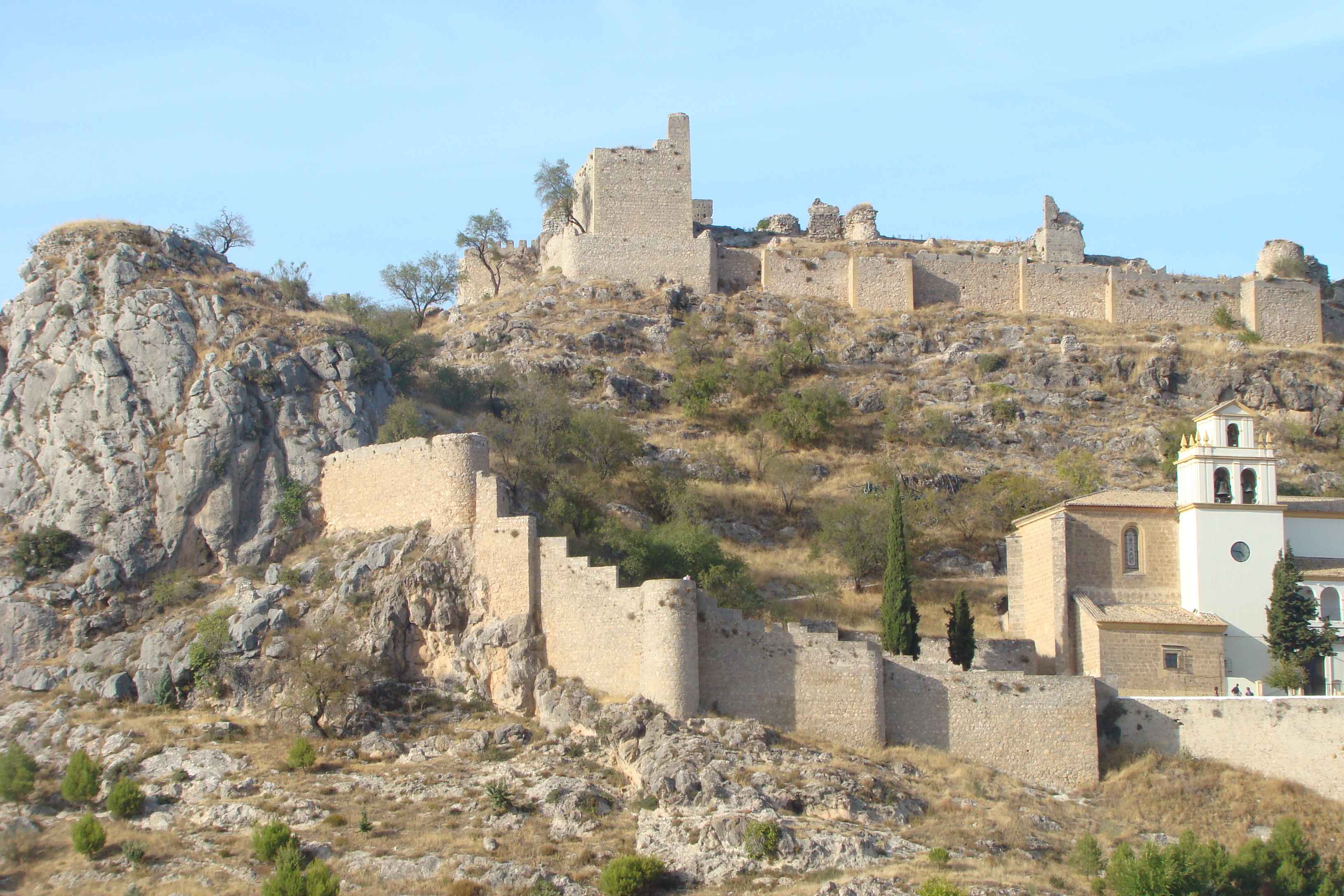
Замок Моклин, провинция Гранада.

Один из четырех сыновей Педро Понсе де Кабрера (+ 1248/1254) и Альдонсы Альфонсо де Леон (ок. 1215—1266). Со стороны отца он был внуком Понсе Вела де Кабрера (+ 1202), альфреса короля Леона Альфонсо IX, и Терезы Родригес Хирон, а со стороны матери он был внуком короля Леона Альфонсо IX и одной из его любовниц, Альдонсы Мартинес де Сильва.
Его братьями были Фернан Перес Понсе де Леон, сеньор Пуэбла-де-Астурия и главный аделантадо границы Андалусии, и Руй Перес Понсе де Леон, магистр Ордена Калатравы в 1284—1295 годх.

## Биография
Дата его рождения неизвестна. Он унаследовал от своего отца, который был одним из главных магнатов королевства Кастилия, многочисленные поместья, а в городе Кордова у него были главные дома в округах Санта-Мария, которые позже унаследовал его сын Хуан Понсе де Кабрера, а также в Сальвадоре, а также владел городом и замком Гарсиес, расположенными в нынешней провинции Хаэн, Асеньяс-дель-Каскахар, поместьями Нублос и Ла-Серна, а также замками Руи Перес в Пеньяфлоре и Берруэко в Пуэбла-дель-Инфанте, хотя последний позже перешел в руки его брата Руя Переса Понсе де Леона, магистра Ордена Калатравы.
Имеются свидетельства того, что в 1258 году Педро Перес Понсе был регидором или Veintiquatro города Кордова, согласно документу, изданному 22 сентября того же года, согласно которому совет Кордовы подарил замок Рио-Ансур или Кастильо-Ансур епископству Кордовы, которое также было подтверждено главными алькальдами Фернандо Иньигесом де Каркамо и Фернандо Нуньесом де Темесом, главным алдьгуасилом Педро Наварро и другими кавалерами из совета и полка Кордовы.
В 1261 году он уже был комендадором Кастилии в Ордене Сантьяго при магистре Ордена Пелайо Перес Корреа. Известно, что Педро Перес Понсе де Леон дал свое согласие вместе с главным комендадором Аланхе Гонсало Руисом Хироном, чтобы инфант Мануэль де Кастилья, сын короля Кастилии и Леона Фернандо III, и его жена Констанция де Арагон, основали часовню в монастыре Уклес для своего погребения и наделили ее четырьмя капелланами, согласно записи в документе, изданном в Севилье 8 января 1261 года. Историк Хуан Луис Карриасо Рубио указал, что тот факт, что Педро Перес Понсе достиг звания главного комендадора Кастилии, может быть связан с тем фактом, что его дядя по материнской линии, Педро Альфонсо де Леон, который был незаконнорожденным сыном Альфонсо IX де Леон, бывший магистр Ордена Сантьяго.
Некоторые историки отмечают, что Педро Перес Понсе, вероятно, погиб в 1280 году в битве при Моклине, и они также отмечают, что его сменил на посту главного комендадора Кастилии в Ордене Сантьяго Диего Муньис де Годой, который позже стал магистром кастильского ордена. Хотя другие твердо утверждают, что Педро Перес Понсе погиб в упомянутой битве, в которой погибло более 2800 человек, большинство из которых были рыцарями Ордена Сантьяго, а также сма магистр Ордена Гонсало Руис Хирон. Чтобы предотвратить исчезновение ордена из-за упомянутой катастрофы, король Кастилии и Леона Альфонсо X объединил членов Орден Святой Марии Испанской и назначил магистром последнего Педро Нуньеса, магистром ордена Сантьяго.

## Брак и потомство
Он женился на Тоде Альварес де Алагон, дочери Ролдана де Алагон и Санча де Паллас, от которой у него было пятеро детей:
- Кабрера Ариас. Некоторые авторы указывают, что он женился на Беатрис Фернандес, от которой у него было трое детей, но другие говорят, что дети, приписываемые ему, на самом деле были детьми его брата Хуана Понсе де Кабрера.
- Хуан Понсе де Кабрера (ум. 1328), владелец половины замков Гарсиес, Кабра и Торре-де-Пахарес. Во время несовершеннолетия Альфонсо XI Кастильского он был сторонником дона Хуана Мануэля и был казнен в Кордове в 1328 году по приказу упомянутого монарха.
- Педро Кабрера, он женился на Леонор Гонсалес Месия, от которой у него родилась дочь.
- Мария Понсе де Кабрера , сеньора Кансинос. Она вышла замуж за Гонсало Руиса де Кабрера, сеньора Аламедильи и Леониса, от которого у нее было двое детей. Её муж был сыном Педро Руис де Кабрера и внуком Родриго Фернандеса де Вальдуэрна, сеньора Кабрера-и-Рибера, и от этого брака произошли, среди прочих, маркизы Кульера и герцоги Альхете, а также маркизы Альгаринехо и графы Луке.
- Тода Перес Ролдан де Кабрера (ум. до 1314). Она вышла замуж за Педро Диаса Каррильо де Толедо, аделантомиенто Касорлы, и брата Гонсало Диаса Паломека, архиепископа Толедо. Оба были сыновьями Диего Гомеса Паломека и Терезы Гудиэль де Толедо. Есть свидетельство упомянутого брака по привилегии, дарованной Фернандо IV Кастильским 15 июня 1299 года в пользу Педро Диаса Каррильо, в котором он одобрил приобретение им половины Торре-де-Доминго-Пелаес, расположенной на земле Хаэн.